# Ventforet Kofu
O Ventforet Kofu (em japonês: ヴァンフォーレ甲府, Vanfōre Kōfu) é um clube de futebol japonês, da cidade de Kōfu. Atualmente compete na J2 League, a segunda divisão do futebol nacional. Manda suas partidas no JIT Recycle Ink Stadium, com capacidade para 17 mil torcedores.

## História
Foi fundado em 1965, como Kofu Club por estudantes e amigos da Kofu Dai-ichi High School. Para se profissionalizar e ingressar como clube da J-League, o clube ganhou o atual nome em 1995. Na primeira divisão, foram 8 participações e seu melhor desempenho foi em 2014e 2015, quando terminou em 13° lugar.
Em outubro de 2022,apesar de ter ficado em 18⁰ na J2 league fez história ao derrotar nos pênaltis o Sanfrecce Hiroshima, conquistou a Copa do Imperador e garantiu sua vaga na Liga dos Campeões da AFC do ano seguinte. Durante a campanha, eliminou a International Pacific University (única equipe fora das 3 divisões profissionais do Japão que enfrentou) antes de superar 4 times da J1: Consadole Sapporo, Sagan Tosu, Avispa Fukuoka e Kashima Antlers

### O nome Ventforet
O nome "Ventforet" (pronucia-se "vanforê") é uma alusão à frase de Takeda Shingen, um proeminente daimiô da região de Kofu que dizia: "Fūrinkazan" (quando utilizava como estandarte de guerra, no período Sengoku), cujo significado é "vento, floresta, fogo e montanha". A junção de "vent" (vento) e "forêt" (floresta). ambos em língua francesa, deu origem ao nome atual do clube, adotado desde 1995;

## Titulos
- J2 League: 2012
- Copa do Imperador: 2022